# 阿速坡

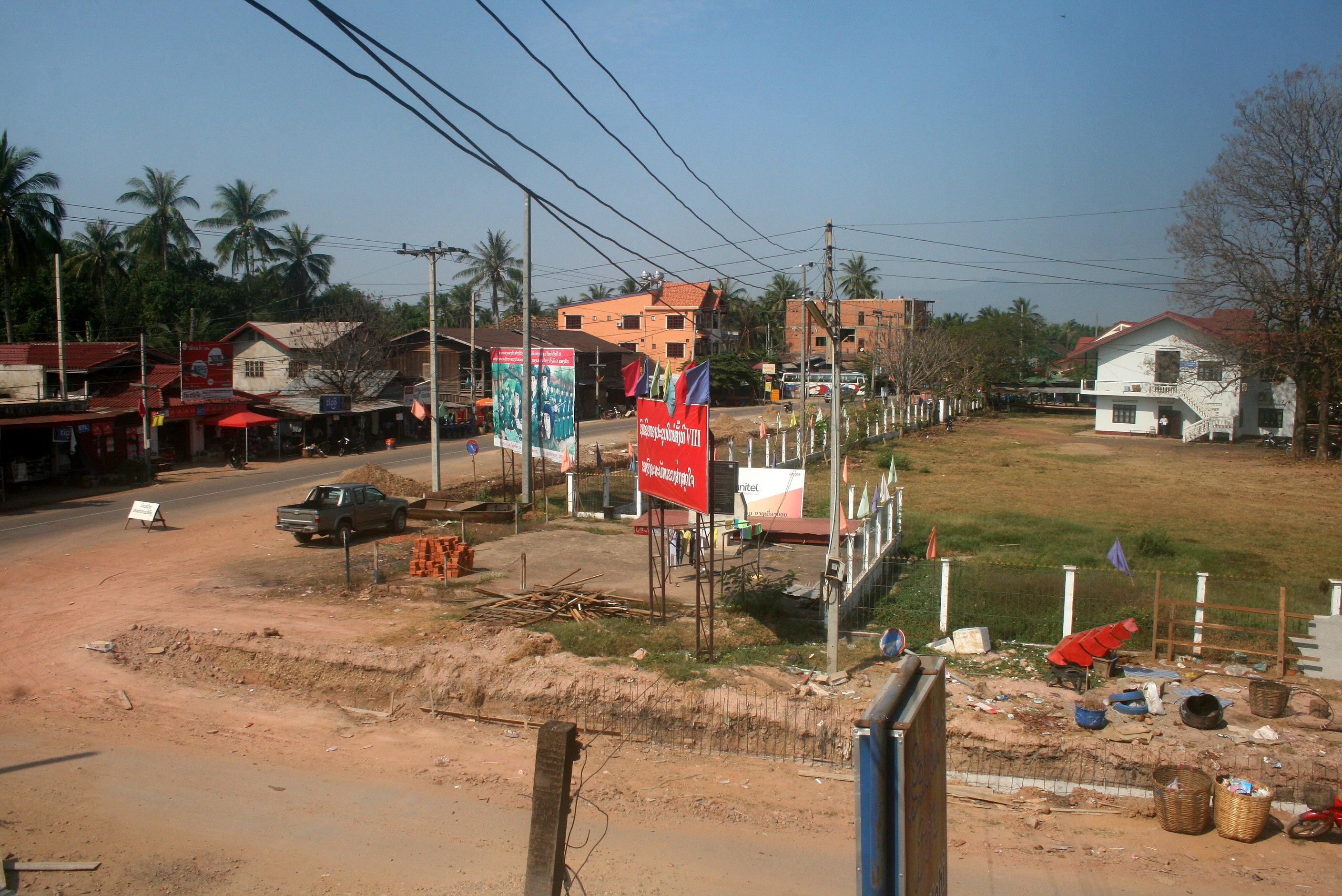

阿速坡是老撾的城鎮，也是阿速坡省省會，位於該國南部，始建於1560年，海拔高度93米，是該國國家主席朱馬利·賽雅貢的出生地，人口約4,900，居民主要信奉佛教。

## 交通
- 阿速坡国际机场

14°48′N 106°50′E / 14.800°N 106.833°E